# Coupe du Maroc de football 1959-1960
 (avril 2024).
Si vous disposez d'ouvrages ou d'articles de référence ou si vous connaissez des sites web de qualité traitant du thème abordé ici, merci de compléter l'article en donnant les références utiles à sa vérifiabilité et en les liant à la section « Notes et références ».
Navigation
Édition précédente Édition suivante
La saison 1959-1960 de la Coupe du Trône est la quatrième édition de la compétition.
Les équipes se rencontrent sur un  match simple. En cas de match nul, le match est rejoué sur le terrain de l'autre équipe.
Le Mouloudia Club d'Oujda remporte la coupe au détriment du Fath Union Sport de Rabat sur le score de 1-0 au cours d'une finale jouée dans le Stade d'honneur à Casablanca. Le Mouloudia Club d'Oujda remporte ainsi cette compétition pour la troisième fois de son histoire.

## Déroulement

### Huitièmes de finale
| Date | Équipe 1       | Résultat | Équipe 2       | Lieu  |
| ---- | -------------- | -------- | -------------- | ----- |
| -    | Amal Essaouira | 0 - 1    | Wydad AC       | -     |
| -    | FAR de Rabat   | 0 - 3    | Fath US        | Rabat |
| -    | KAC Marrakech  | 3 - 3    | HUS Agadir     | -     |
| -    | Kénitra AC     | 1 - 0    | Chabab Larache | -     |
| -    | MC Oujda       | 1 - 0    | Tihad AS       | -     |
| -    | Racing AC      | 0 - 2    | Raja CA        | -     |
| -    | Stade Marocain | 3 - 0    | DH El Jadida   | -     |
| -    | EJS Casablanca | 3 - 3    | HM Takkadoum   | -     |

#### Matchs à rejouer
| Date | Équipe 1     | Résultat | Équipe 2       | Lieu |
| ---- | ------------ | -------- | -------------- | ---- |
| -    | HUS Agadir   | 0 - 1    | KAC Marrakech  | -    |
| -    | HM Takkadoum | 2 - 0    | EJS Casablanca | -    |

### Quarts de finale
| Date | Équipe 1       | Résultat | Équipe 2      | Lieu |
| ---- | -------------- | -------- | ------------- | ---- |
| -    | MC Oujda       | 1 - 0    | Wydad AC      | -    |
| -    | Kénitra AC     | 1 - 2    | KAC Marrakech | -    |
| -    | Stade Marocain | 0 - 1    | Raja CA       | -    |
| -    | HM Takkadoum   | 1 - 2    | Fath US       | -    |

### Demi-finales
| Date | Équipe 1 | Résultat | Équipe 2      | Lieu |
| ---- | -------- | -------- | ------------- | ---- |
| -    | MC Oujda | 2 - 0    | KAC Marrakech | -    |
| -    | Raja CA  | 0 - 0    | Fath US       | -    |

#### Match à rejouer
| Date | Équipe 1 | Résultat | Équipe 2 | Lieu |
| ---- | -------- | -------- | -------- | ---- |
| -    | Fath US  | 3 - 2    | Raja CA  | Fès  |

### Finale
| Date          | Équipe 1 | Résultat | Équipe 2 | Lieu       |
| ------------- | -------- | -------- | -------- | ---------- |
| 24 avril 1960 | MC Oujda | 1 - 0    | Fath US  | Casablanca |

La finale oppose les vainqueurs des demi-finales, le Mouloudia Club d'Oujda face au Fath Union Sport de Rabat, le 24 avril 1960 au Stade d'honneur à Casablanca. Match arbitré par Salih Mohamed Boukkili. Il s'agit de la quatrième finale consécutive du MC Oujda dans la compétition. Le MC Oujda finit par remporter la compétition pour la troisième fois de son histoire, grâce à un pénalty de Madani (  13e (pen.)).
La formation du FUS lors de cette rencontre est la suivante. :
- FUS :  Mohammed El Ayachi, Alami I, Samame, Houcine Kyoud, Ben Omar, Abderrazak, Alami II, Lacombe, Gharbaoui, Mohammed Tounsi, Mohammed Labsir.

## Sources
- Rsssf.com